# Laura Tashina
Laura Tashina (* 5. Januar 1991 in Frankfurt am Main, Deutschland) ist eine deutsche Schauspielerin und internationale Musikerin. Als Musikerin arbeitet sie unter dem Namen L_TASHINA. Ihre Musik gehört dem Pop/Rock-Genre an.

## Leben
Laura Tashina wuchs zusammen mit ihrer älteren Schwester Tatjana als Tochter eines Sales- and Communication-Trainers und einer Fitnesstrainerin in Eschborn auf. Nach ihrem Abitur begann sie ein Psychologiestudium an der Fernuniversität in Hagen und schloss währenddessen zusätzlich eine Schauspielausbildung an der Schauspielschule Zerboni in München ab. Ihre erste Episodenhauptrolle in der Fernsehserie Um Himmels Willen erhielt sie in ihrem zweiten Ausbildungsjahr.
Es folgte ein Engagement für das Stück La forza del destino unter der Leitung von Tobias Kratzer an den Städtischen Bühnen in Frankfurt am Main, in der sie die Rolle Leonora für die Filminstallation des kompletten Stückes übernahm.
2018 zog Tashina nach Berlin und lernte dort den Musikproduzenten Alexander Hoetzinger kennen. Die beiden gründeten ein Jahr später das Musiklabel sick chick, unter dem sie in Kooperation mit Motor Music als L_TASHINA ihren ersten eigenen Song Dibs on Your Lips veröffentlichte.
2020 folgte ihr zweiter Song Baby by design und kurz darauf eine live Cover-Version des bekannten Songs 50 Ways to Leave Your Lover von Paul Simon. Im selben Jahr erhielt sie eine Rolle in der BR-Fernsehserie Dahoam is Dahoam, in der sie als Jenny Falke die Gefühlswelt von Sarah Brandl, gespielt von Sophie Reiml, auf den Kopf stellt. In Folge 3129 ("Erschütternde Nachricht") im März 2023 wird der Tod der Figur der Jenny Falke erwähnt.  
2022 begannen die Dreharbeiten zur ersten lesbischen Traumhochzeit bei Dahoam is Dahoam. Zeitgleich produzierte Tashina mit Alexander Hoetzinger ihr Debüt-Album Self-Care, welches am 1. Juli 2022 veröffentlicht wurde.

## Filmografie
- 2016: Um Himmels Willen (Fernsehserie)
- 2017: Aktenzeichen XY (Fernsehserie)
- 2018: Singles Diaries (Streaming)
- 2019: Midnight Regulations[12] (Kinofilm)
- 2020: Alone in a strange world (Spielfilm)
- 2020–2022: Dahoam is Dahoam (Fernsehserie)

## Theater
- 2018: Moby Dick, Zentraltheater München
- 2018: Wahlverwandtschaften, Teamtheater
- 2019: La forza del destino, Städtische Bühnen Frankfurt am Main
- 2020–2022: Rock me Hamlet, Opernwerkstatt am Rhein
- 2022–2023: Atem und Schmerz der Krieger[13]

## Diskografie
- 2019: Dibs on Your Lips (Single)
- 2020: Baby by design (Single)
- 2020: 50 Ways to Leave Your Lover, von Paul Simon (Cover)
- 2020: Dibs on Your Lips, (Salsa Edition)
- 2021: I Is My Name (Single)
- 2021: F.W.O.T. − Favourite Waste Of Time (Single)
- 2022: Hey There (Single)
- 2022: Self-Care (Debüt-Album)